# Banyuanyar (Kalibaru)
Banyuanyar is een bestuurslaag in het regentschap Banyuwangi van de provincie Oost-Java, Indonesië. Banyuanyar telt 7751 inwoners (volkstelling 2010).